# Richard Herbertz
Richard Herbertz (* 15. August 1878 in Köln; † 7. Oktober 1959 in Thun) war ein deutsch-schweizerischer Philosoph und Hochschullehrer an der Universität Bern.

## Leben und Werk
Der Sohn eines Unternehmers studierte an der Rheinischen Friedrich-Wilhelms-Universität Bonn und der Kaiser-Wilhelm-Universität Straßburg Chemie, Philosophie und Physik. Er wurde im Corps Hansea Bonn (1897) und im Corps Rhenania Straßburg (1898) recipiert. 1906 wurde er in Bonn zum Dr. phil. promoviert. Ebenfalls in Bonn habilitierte er sich 1907. Von 1910 bis 1948 war er ordentlicher Professor für allgemeine Philosophie an der Universität Bern. Herbertz stand in der Tradition von Johann Gottlieb Fichte und Georg Wilhelm Friedrich Hegel und ihrem dem Individuum verpflichteten Denken. Bei Herbertz schrieb Walter Benjamin seine Dissertation, mit der er 1919 promoviert wurde. Seit den 1920er Jahren widmete sich Herbertz, der auch einen Lehrstuhl für Psychologie innehatte, zunehmend der Kriminalpsychologie. 1939 erhielt er das Schweizer Bürgerrecht. Friedrich Dürrenmatt, 1943–1946 Philosophiestudent in Bern, schilderte den unkonventionellen Professor im zweiten Teil seiner Stoffe.

## Schriften
- Die Lehre vom Unbewußten im System von Leibniz. Niemeyer, Halle 1905. / als Nachdruck: Olms, Hildesheim 1980, ISBN 3-487-06778-1.
- Bewußtsein und Unbewußtes. Untersuchung über eine Grenzfrage der Psychologie mit historischer Einleitung. DuMont Schauberg, Köln 1908.
- Die philosophische Literatur. Ein Studienführer. Spemann, Stuttgart 1912.
- Das Wahrheitsproblem in der griechischen Philosophie. Reimer, Berlin 1913.
- Prolegomena zu einer realistischen Logik. Niemeyer, Halle 1916.
- Das philosophische Urerlebnis. Birchner, Bern 1921.
- Die Psychologie des Unbewussten. Quelle & Meyer, Leipzig 1932.